# Wonokerto (Kedunggalar)
Wonokerto is een bestuurslaag in het regentschap Ngawi van de provincie Oost-Java, Indonesië. Wonokerto telt 6509 inwoners (volkstelling 2010).